# 亚历山德罗·吉贝利尼
亚历山德罗·吉贝利尼（義大利語：Alessandro Ghibellini，1947年10月15日—），意大利男子水球运动员。他曾代表意大利参加1968年、1972年和1976年夏季奥林匹克运动会水球比赛，其中1976年奥运会收获一枚银牌。